# Adiós, colegas
Adiós, colegas (título original: Ciao, les mecs) es una película francesa de comedia de 1979, dirigida por Sergio Gobbi, que a su vez la escribió junto a Enrico Oldoini, musicalizada por Paul-Jean Borowsky, en la fotografía estuvo Jean Badal y los protagonistas son Gérard Hérold, Anne Lonnberg y Charles Aznavour, entre otros. El filme fue realizado por Alpes Cinéma, Paris-Cannes Productions y Ginis Films; se estrenó el 27 de junio de 1979.

## Sinopsis
Un italiano está buscando en París a su esposa, ella lo ha dejado. Aunque, antes de que su búsqueda de buenos resultados, sus amigos escandalosos y borrachos lo persuaden para que haga una pausa y vayan de parranda. Después, cuando finalmente la halla, ambos hacen un acuerdo.